# Daunenkleidung

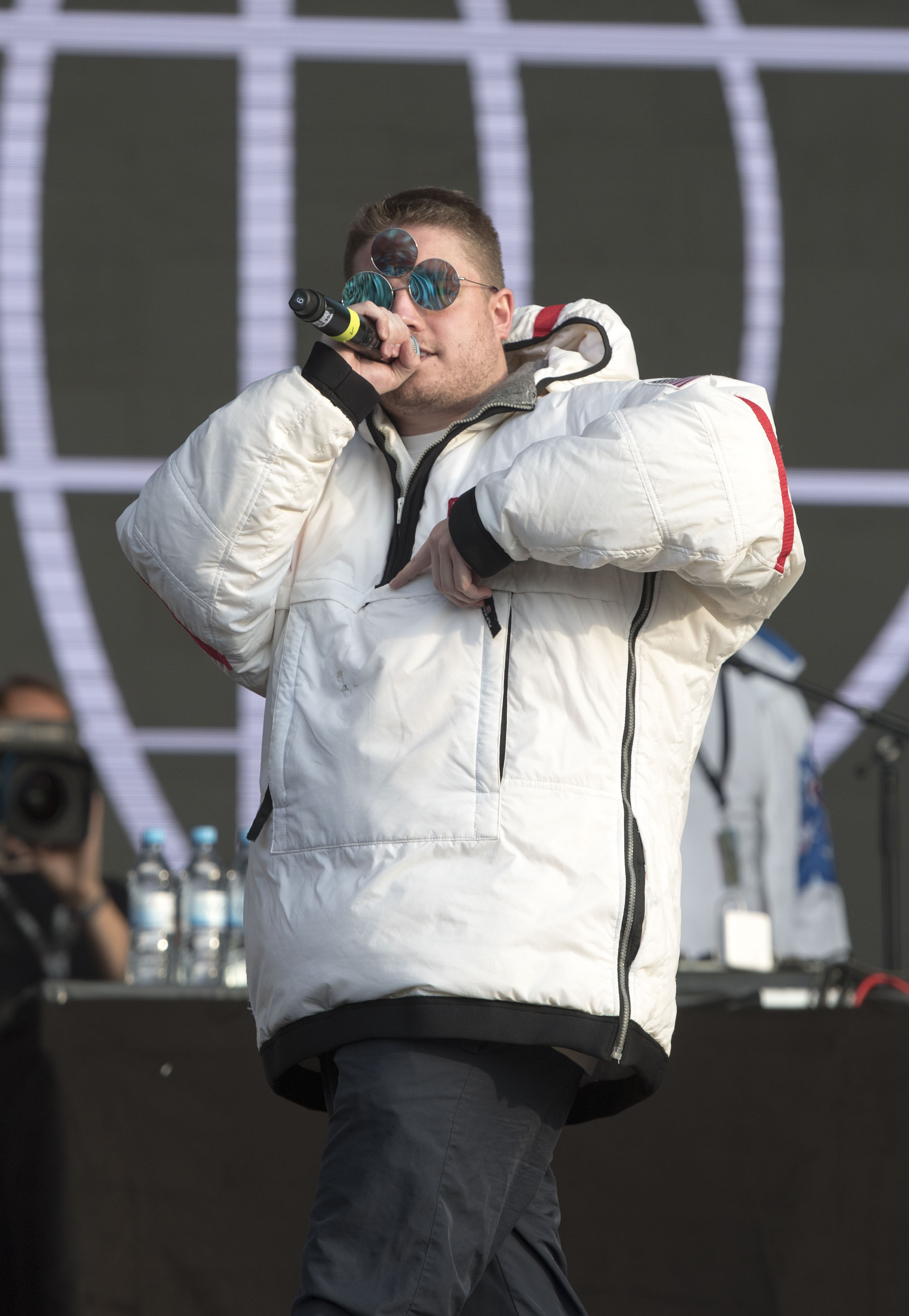
Jacke in Daunenoptik (2017)

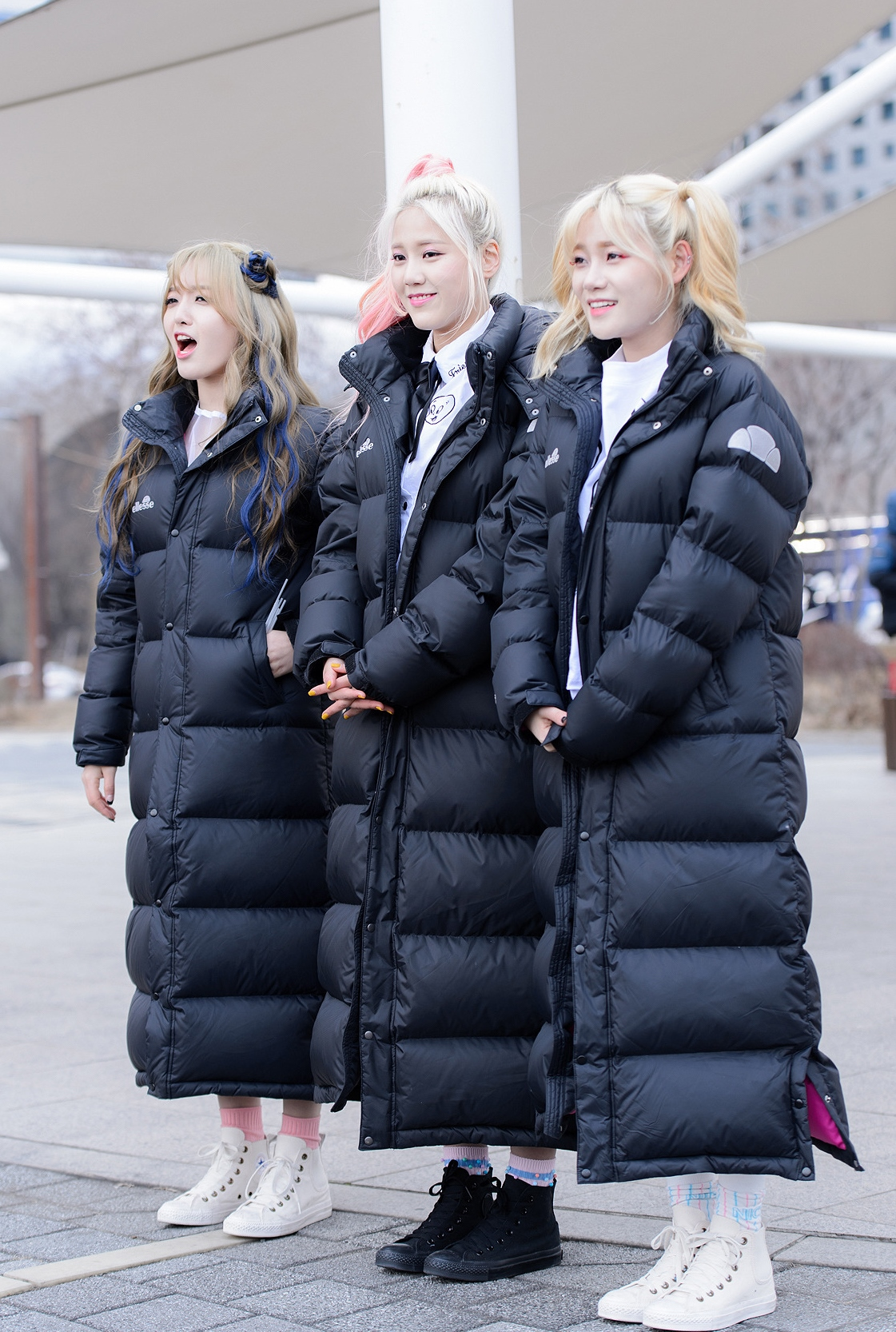
Mäntel in Daunenoptik (2016)

Daunenkleidung ist ein Sammelbegriff für Oberbekleidung (vor allem Jacken, Mäntel, Daunenoveralls) mit einer Füllung aus Daunenfedern. Sie hält angenehm warm, ist dennoch luftdurchlässig und sehr leicht. Im „Daunen-Look“ hergestellte Kleidung hat nur das Aussehen daunengefüllter Steppstoffe, eine Füllung von beispielsweise Fiberfill ist hier möglich.
Die wärmedämmende Wirkung von Kleidung mit echten Daunen wird durch die Bauschkraft der Daunen definiert (Maßeinheit: „cuin“). Sie beträgt bei hochwertigen Produkten, die sich vor allem durch sauber verarbeitete Nähte, aber auch durch eine hohe Daunenqualität auszeichnen, 600–700 cuin. Als Außen- und Innenstoff wird daunendichtes Material verwendet, damit die Daunen nicht durch das Gewebe dringen. Es werden vorwiegend Polyamidgewebe eingesetzt, die sehr leicht und wasserabweisend sind. Kältebrücken durch die Nähte werden durch Box-Kammerkonstruktionen ausgeschlossen. Die Daunen werden in die Kammern eingearbeitet. Neue Daunen haben eine höhere Lebensdauer als Zusätze aus aufbereiteten alten Daunenbetten.
Daunen von Gänsen und Enten sind für Bekleidung gleich gut geeignet. Die Bezeichnungsgrundsätze im Handel für Daunen für Bettdecken sind auch für Daunen für Oberbekleidung zu beachten. 1000 Gramm Daunen für einen Herrenmantel sind sehr viel, die Modelle werden schnell zu wuchtig. Daunenhaltige Federn mit einem Daunenanteil von nur 9 bis 14 Prozent, wie bei Oberbetten, kommen kaum vor, da ein so geringer Daunenanteil die Qualität nicht fühlbar verbessert, den Preis jedoch deutlich erhöht. Ein Gütezeichen für Bekleidungsdaunen soll garantieren, dass keine Daunen von Tieren im Alter unter sieben Monaten enthalten sind (zu klein und minderwertig).

## Kritik
Daunenjacken und -mäntel stehen, wie alle anderen Daunenprodukte auch, bei Tierschutzorganisationen in der Kritik. Dies gilt besonders, wenn die Daunen unter für die Tiere schlechten Bedingungen gewonnen werden oder indem die Federn lebenden Gänsen ausgerupft werden, damit von einer Gans mehrmals Daunen gewonnen werden können. Dieser so genannte Lebendrupf ist in Deutschland gesetzlich verboten.
Die Isolierleistung von Daunenkleidung lässt nach, wenn sie nass wird.